# BAP América (1905)
El BAP América es una embarcación fluvial de la Marina de Guerra del Perú y la cañonera fluvial más antigua del mundo aún a flote.
Construida en 1904 en Liverpool, Reino Unido, por encargo de la Prefectura de Loreto, arribó a Iquitos el 11 de mayo de 1905. Fue incorporada al servicio activo en la Amazonía peruana el 12 de agosto del mismo año, fecha en la que se afirmó su Pabellón. En 2025 se conmemorarán 120 años de su llegada a Iquitos y de su papel en la defensa de la soberanía del Perú en la Amazonía.

## Historia

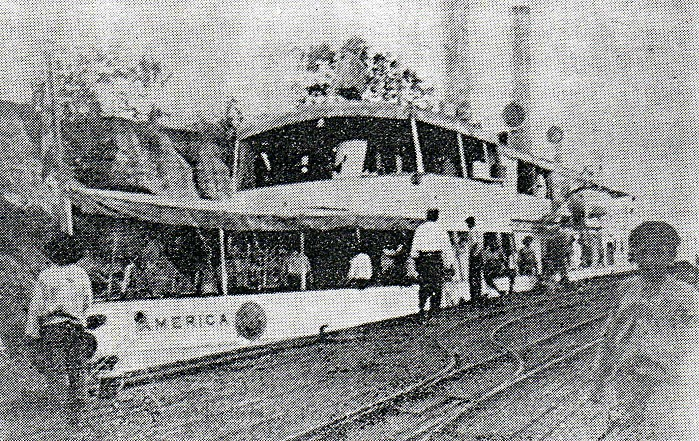
El '«América»' antes de zarpar a La Pedrera, julio de 1911.

Bautizado en recuerdo de la corbeta América, perdida en Arica en 1868, el América tuvo una destacada participación en el conflicto de La Pedrera. En julio de 1911, al mando del Teniente Primero Manuel Clavero Muga, se dirigió hacia el río Caquetá -entonces frontera entre Perú y Colombia- para expulsar a tropas colombianas que habían construido un puesto de avanzada en territorio que en ese entonces era peruano. Es así que el 12 de julio de 1911, después de dos días de intercambio de disparos y cuatro intentos fallidos de desembarco, el América logró remontar la fuerte corriente del río y flanquear a las fuerzas invasoras, quienes se retiraron al Brasil dejando atrás a sus compañeros muertos y armamento.
En 1984 es designado como museo. Actualmente se encuentra a flote en la Estación Naval "Clavero", ubicada en la ciudad amazónica de Iquitos, Perú.

## Galería

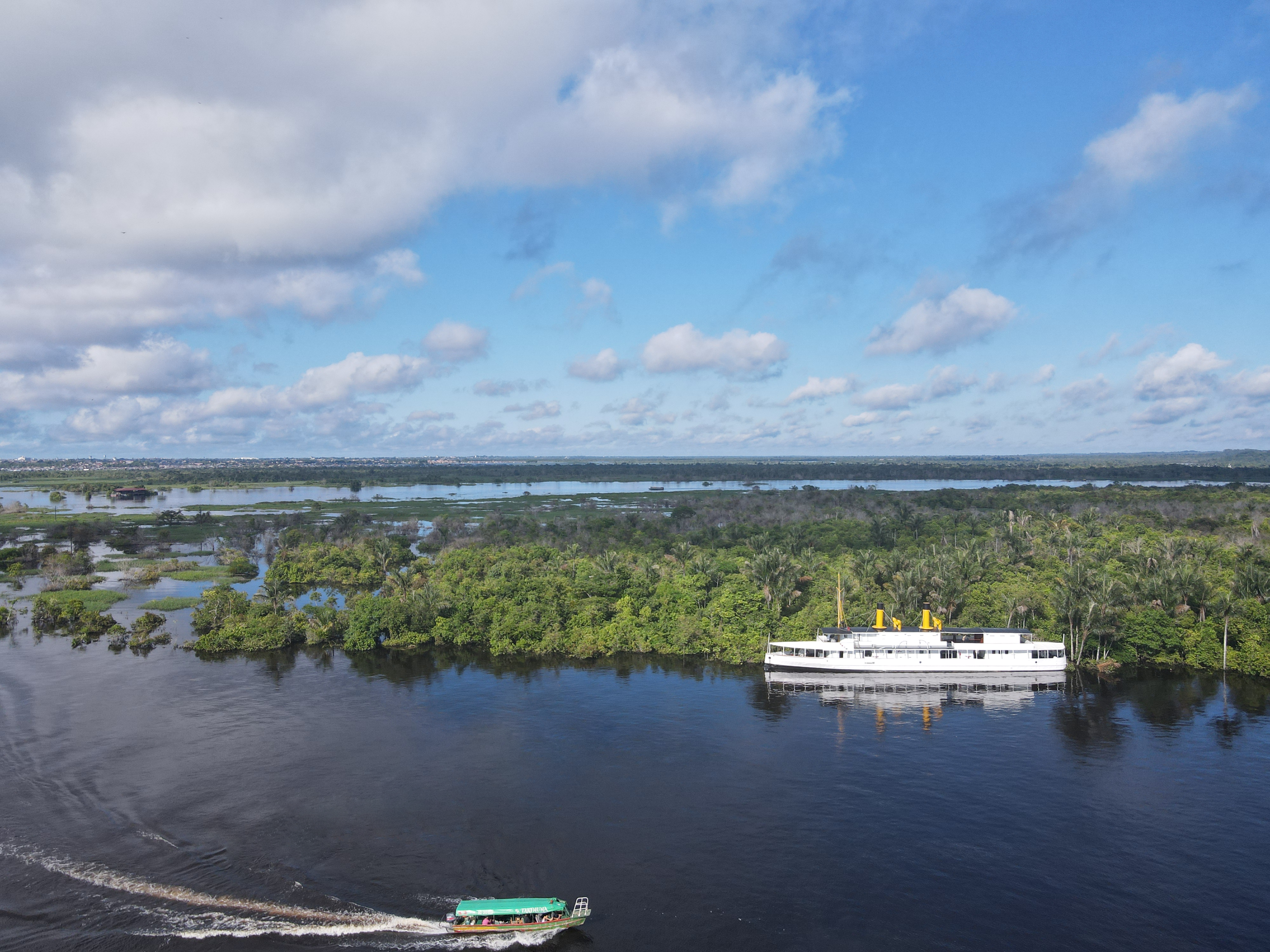
"América" en el río Nanay - Iquitos

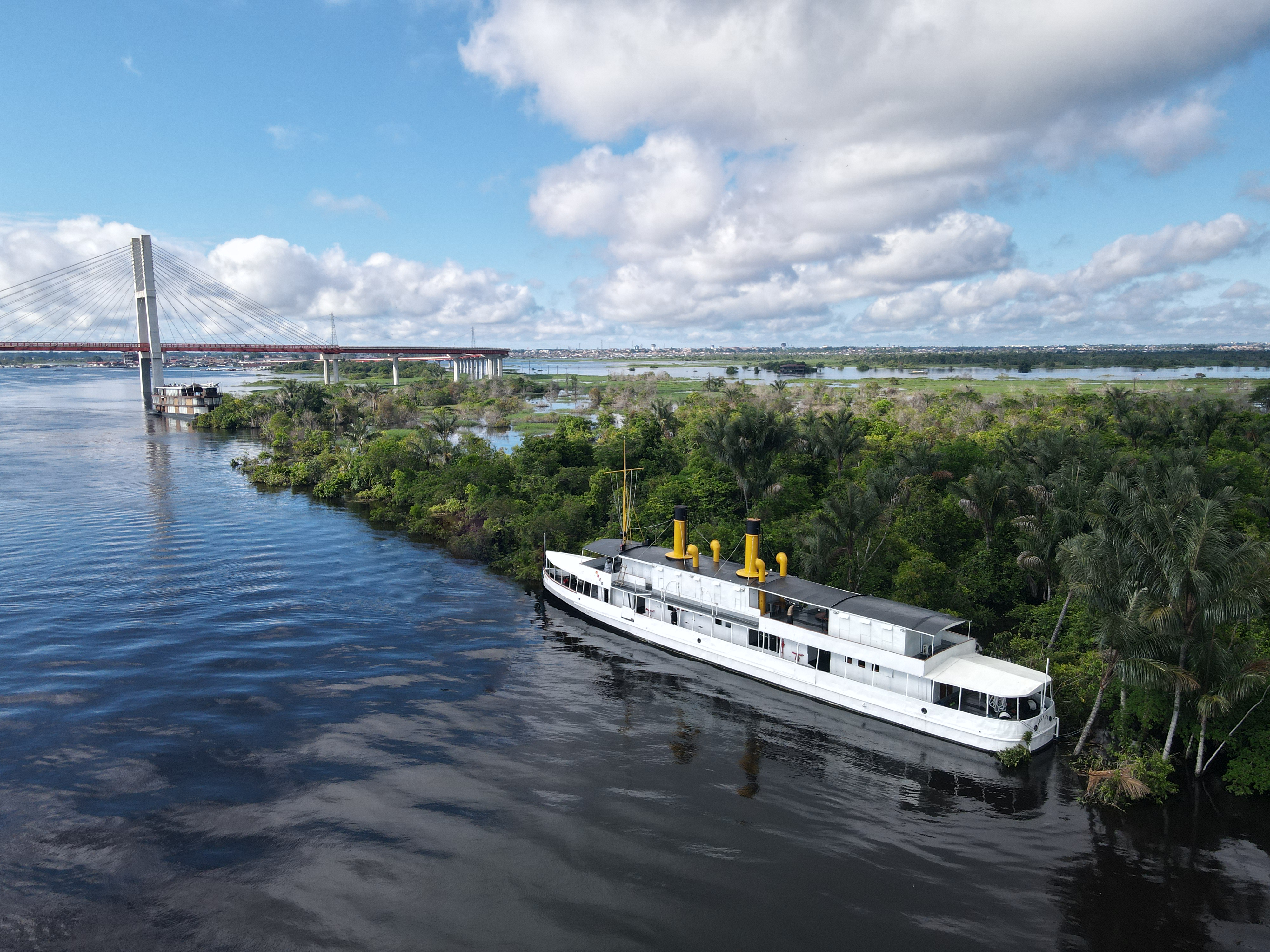
"América" en el río Nanay - Iquitos

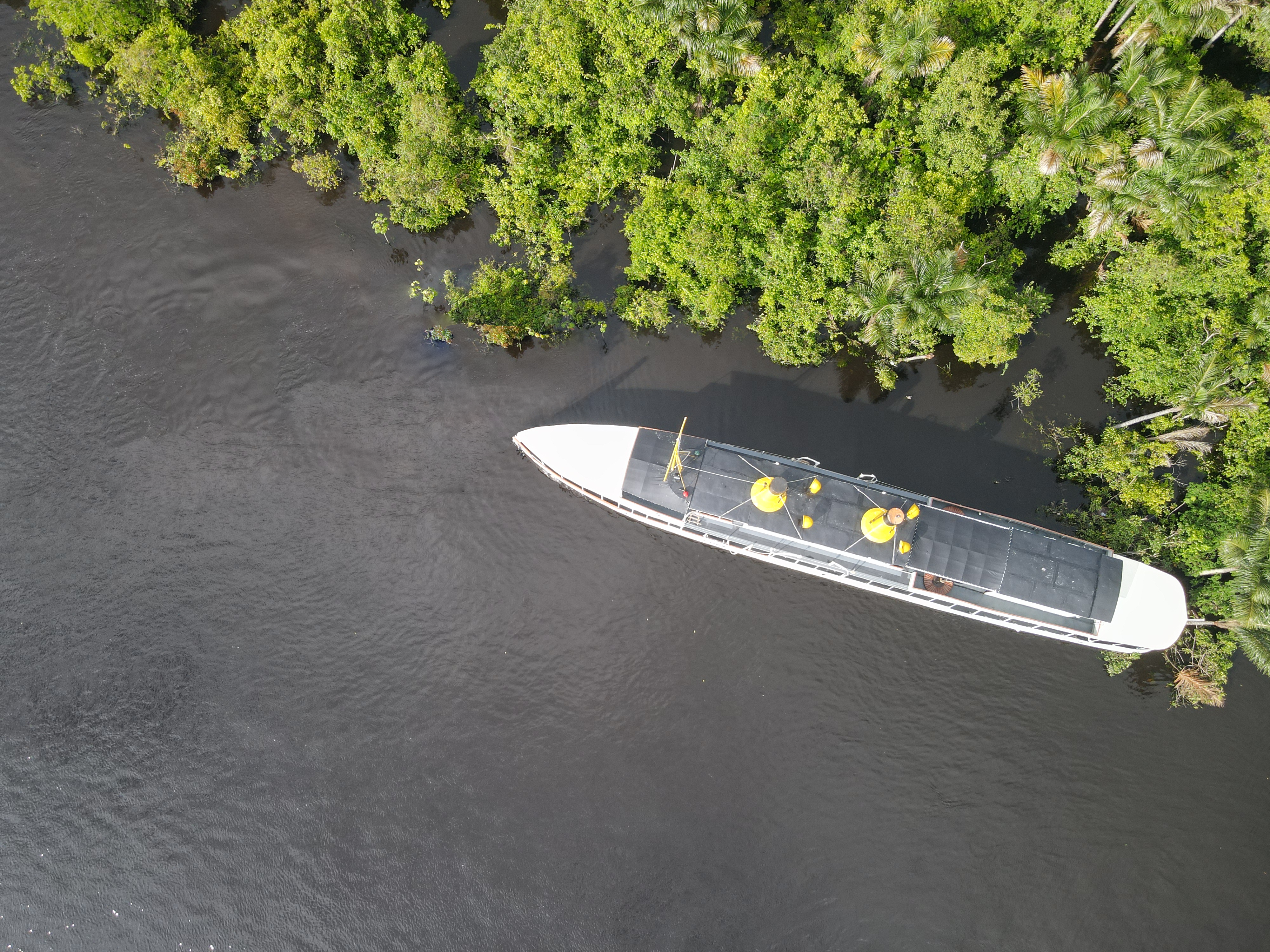
"América" en el río Nanay - Iquitos

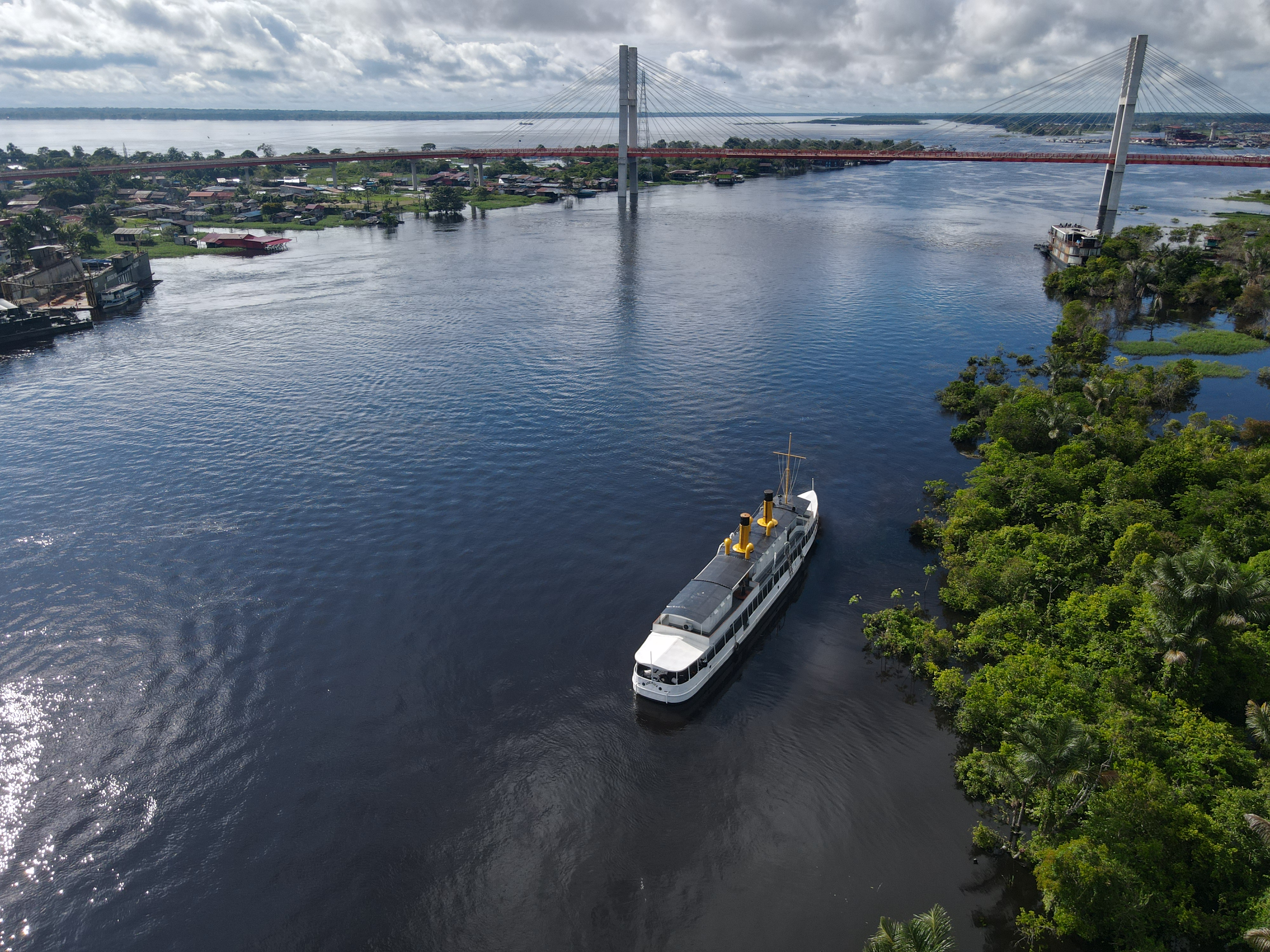
"América" en el río Nanay - Iquitos

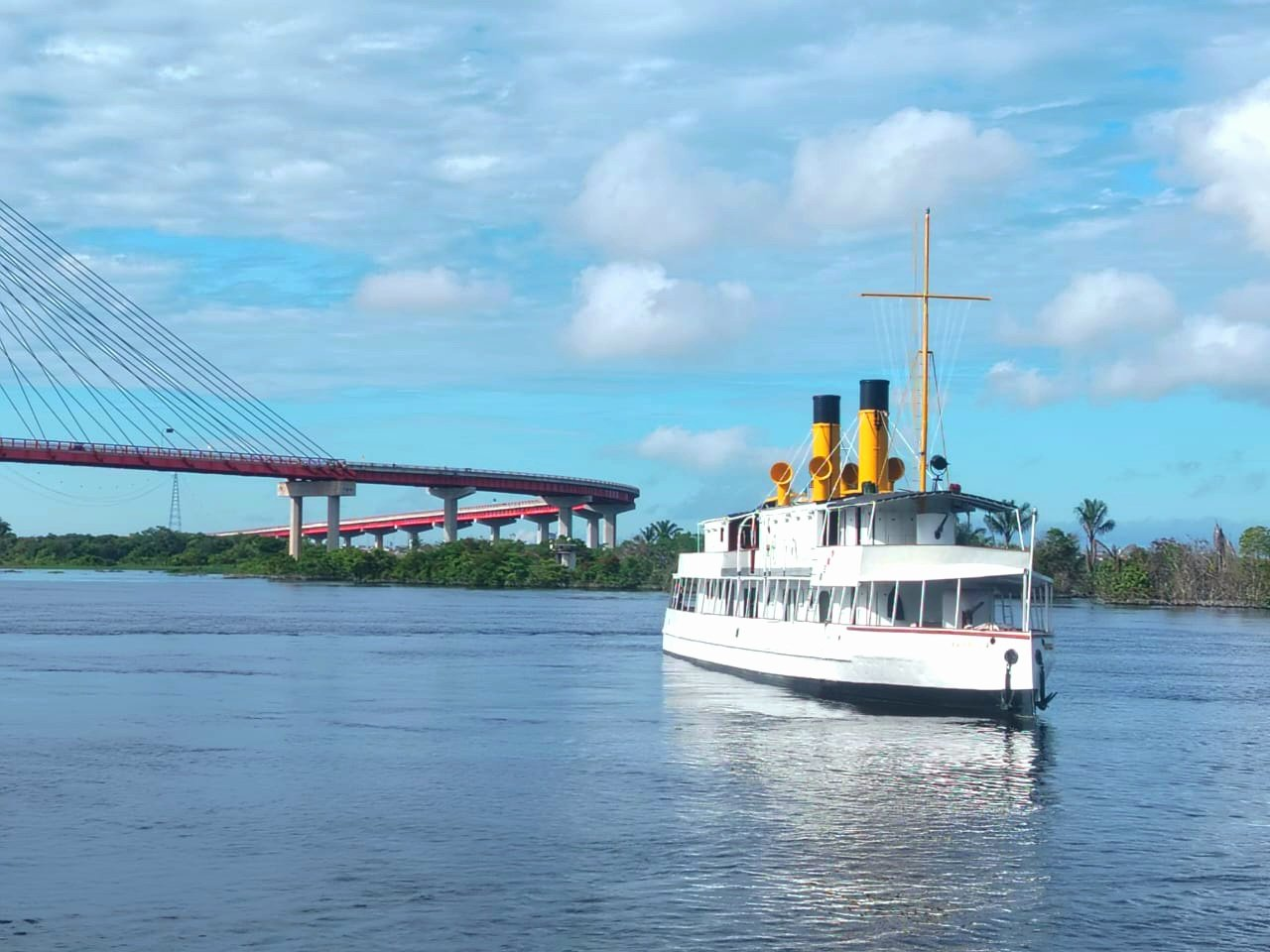
"América" en el río Nanay - Iquitos

|                                        |
| Cañonera América (foto de estampilla). |

|                                       |
| Cañonera Fluvial «América» navegando. |

|                                                |
| Cañonera Fluvial «América» en el SIMA-Iquitos. |

|
|
|
|
|

## Características
- Desplazamiento: 239,44 toneladas
- Eslora: 41 m
- Manga: 6 m
- Puntal: 2 m
- Armamento: 2 cañones Armstrong de 37 mm